# Río de la Miel (vattendrag i Spanien, Provincia de Cádiz)
Río de la Miel är ett vattendrag i Spanien.   Det ligger i provinsen Provincia de Cádiz och regionen Andalusien, i den södra delen av landet, 500 km söder om huvudstaden Madrid.